# 野口貴公美
野口 貴公美（のぐち きくみ、1971年8月5日 - ）は、日本の法学者。専門は行政法。学位は、博士（法学）（一橋大学・課程博士・1999年）。一橋大学理事・副学長、一橋大学大学院法学研究科教授、一橋大学附属図書館長。

## 人物・経歴
北海道で大蔵官僚・野口悠紀雄（のちに一橋大学名誉教授）の長女として生まれる。1990年女子学院高等学校卒業。1994年一橋大学法学部卒業。
1999年一橋大学大学院法学研究科公法国際関係専攻博士後期課程修了、「アメリカ行政法における規則制定手続の生成と発展」で博士（法学）の学位を取得。審査員は、高橋滋・山田洋・水野忠恒。
法政大学社会学部助教授、中央大学法学部教授を経て、2009年 内閣府独立行政法人評価委員会委員。2010年 内閣府公文書管理委員会委員。2012年 内閣府死因究明等推進会議委員。2013年 法務省出入国管理政策懇談会委員。2016年 一橋大学大学院法学研究科教授。
2017年 国家公務員採用一般職試験試験専門委員。2018年 国土交通省社会資本整備審議会委員、警察庁政策評価研究会委員、東京都税制調査会委員。2019年 総務省行政不服審査会委員。2022年 一橋大学副学長（広報、ダイバーシティ担当）、東京都情報公開・個人情報保護審議会委員。
2023年 内閣官房情報保全諮問会議構成員、日本学術会議連携会員。2024年 一橋大学理事・副学長（図書館統括、DEI、労務、学長特命（規則整備））、一橋大学附属図書館長、一橋大学社会科学古典資料センター長、一橋大学学長補佐（図書館）、内閣官房サイバー安全保障分野での対応能力の向上に向けた有識者会議委員、横浜市大都市自治研究会委員。

## 著書
- 『行政立法手続の研究－米国行政法からの示唆』日本評論社 2008年
- 『安全・安心の行政法学』（幸田雅治と共編著）ぎょうせい 2009年
- 『行政法Visual Materials』（高橋滋,他と共著）有斐閣 2014年
- 『ストゥディア行政法』（野呂充,他と共著）有斐閣 2017年
- 『行政法判例50！』（大橋真由美,北島周作と共著）有斐閣 2017年